# Дідич Інна Романівна
Інна Романівна Дідич (нар. 6 січня 1975) — українська та ізраїльська футболістка. По завершенні футбольної кар'єри — українська футбольна арбітерка та тренерка.

## Клубна кар'єра
Футболом розпочала займатися наприкінці 1980-х років. Спочатку разом з хлопцями грала у футбол на подвір'ї. Під час навчання в 6-у калсі школи її запросили до шкільної команди сусіднього району. Тренувалася в команді протягом 2-3 місяців, допоки тренер не з'ясував, що вона дівчинка. Взимку 1989 році намагалася потрапити до жіночої футбольної команди при Республіканському стадіоні, однак через збіг обставин на перегляд так і не потрапила. Проте навесні того ж року бабуся відвела Інну на перегляд до клубу «Арена» (Київ). Футболом на професіональному рівні займалася з 15 років. У 1990 році виграла чжіночий чемпіонат УРСР.
У чемпіонаті України дебютувала в 1992 році в клубі «Олімп» (Київ), в якому того сезону зіграла 10 матчів та відзначився 3-а голами. Потім виступала в чемпіонаті Румунії. Взимку 1993 року контракт Дідич з румунським клубом викупив донецький «Текстильник». У команді виступала до завершення сезону 1995 року, у Вищій лізі чемпіонату України зіграла 42 матчі. Разом з донецьким колективом двічі вигравала чемпіонат України та одного разу кубок країни.
У 1997 році перейшла до столичної «Аліни». У футболці столичного клубу відіграла 10 матчів у Вищій лізі. Допомогла команді виграти чемпіонат країни, проте незважаючи на такий успіх по завершенні сезону «Аліна» була розформована, а всі гравчині та працівники клубу отримали статус вільних агентів.
У 1999 році перейшла до іншого столичного клубу — «Київська Русь». У команді відіграла один сезон, за цей час зіграла 8 матчів та відзначилася 1 голом у Вищій лізі чемпіонату України.
У 2000 році емігрувала до Ізраїлю, де поєднувала кар'єру гравчині та тренерки. Працювала тренеркою в юнацькій команді «Хапоель» (Тель-Авів). З 2001 по 2006 рік 5 разів вигравала чемпіонат Ізраїлю.

## Кар'єра в збірній
Після еміграції до Ізраїлю отримала громадянство цієї країни. З 1999 року викликалася до складу національної збірної Ізраїлю. Дебютувала у футболці ізраїльтянок 5 липня 2000 року в програному (0:1) поєдинку проти Білорусі. У 2001—2002 роках у складі збірної Ізраїлю виступала в кваліфікації чемпіонату світу. У 2007 році виступала в фінальній частині чемпіонату світу.

## Кар'єра арбітерки та тренерки
По завершенні футбольної кар'єри повернулася до України, розпочала суддівську кар'єру. Мала третю категорію, а також статус арбітра ФІФА. Входила до складу керівництва Асоціації жіночого футболу України.
Очолювала дівочу збірну України WU-15. У 2012 році стала першою жінкою-тренеркою в Україні, яка отримала тренерський диплом категорії «А».

## Особисте життя
Займається фітнесом. Вільно володіє івритом.

## Досягнення
«Донеччанка»
- Вища ліга чемпіонату України
  -  Чемпіон (2): 1994, 1995

- Кубок України
  -  Володар (1): 1994
  -  Фіналіст (1): 1995

«Аліна»
- Вища ліга чемпіонату України
  -  Чемпіон (1): 1997

- Кубок України
  -  Володар (1): 1997